# 歌川芳丸
歌川 芳丸（うたがわ よしまる、生没年不詳）とは、江戸時代の浮世絵師。

## 来歴
歌川国芳の門人。歌川の画姓を称し一円斎と号す。作画期は文政頃から安政の頃にかけてで、草双紙の挿絵や錦絵を描いている。作は他の絵師との合作「甲斐名所すこ六」が知られ、「塩山まつ茸」、「上品ころ柿」を描く。